# Sanja Kusmuk
Sanja Kusmuk (ur. 17 marca 1996 w Sokolac) – bośniacka biegaczka narciarska i biathlonistka, zawodniczka klubu SK Romanija.

## Kariera
Po raz pierwszy na arenie międzynarodowej pojawiła się w 3 marca 2012 roku, podczas zawodów Pucharu Kontynentalnego "Balkan Cup" w bośniackiej miejscowości Dvorista/Pale, gdzie zajęła 9. miejsce w biegu na 5 km stylem dowolnym.
W Pucharze Świata zadebiutowała 14 grudnia 2019 roku w Davos, gdzie uplasowała się na 64. miejscu w sprincie stylem dowolnym. Pucharowych punktów jeszcze nie wywalczyła.

## Osiągnięcia

### Mistrzostwa świata
| Miejsce | Dzień     | Rok  | Miejscowość | Konkurencja              | Czas biegu  | Strata      | Zwyciężczyni           |
| ------- | --------- | ---- | ----------- | ------------------------ | ----------- | ----------- | ---------------------- |
| 81.     | 23 lutego | 2017 | Lahti       | Sprint stylem dowolnym   | 3:02,34 min | —           | Maiken Caspersen Falla |
| 87.     | 21 lutego | 2019 | Seefeld     | Sprint stylem dowolnym   | 2:32,35 min | —           | Maiken Caspersen Falla |
| 94.     | 25 lutego | 2021 | Oberstdorf  | Sprint stylem klasycznym | 2:36,76 min | —           | Jonna Sundling         |
| 84.     | 2 marca   | 2021 | Oberstdorf  | 10 km stylem dowolnym    | 23:09,8 min | +9:26,0 min | Therese Johaug         |

### Puchar Świata

#### Miejsca w klasyfikacji generalnej
| Sezon     | Miejsce           |
| --------- | ----------------- |
| 2019/2020 | niesklasyfikowana |

#### Miejsca w poszczególnych zawodachPucharu Świata
stan po zakończeniu sezonu 2019/2020
| Sezon 2019/2020 |                      |                     |    |                             |                    |                       |                      |                             |                          |                         |                        |                              |                           |                              |     |                     |                                      |                                      |                             |                         |                   |                      |                           |                           |                  |                         |                        |                           |    |                       |                      |                     |        |        |        |        |        |        |        |        |        |        |        |        |        |        |        |        |        |        |        |        |        |        |        |        |        |
| Ruka 29.11 (SP C) | Ruka 30.12 (10 km C) | Ruka 1.12 (10 km F) | RT | Lillehammer 7.12 (2×7,5 km) | Davos 14.12 (SP F) | Davos 15.12 (10 km F) | Planica 21.12 (SP F) | Lenzerheide 28.12 (10 km F) | Lenzerheide 29.12 (SP F) | Toblach 31.12 (10 km F) | Toblach 1.01 (10 km C) | Val di Fiemme 3.01 (10 km C) | Val di Fiemme 4.01 (SP C) | Val di Fiemme 5.01 (10 km F) | TdS | Drezno 11.01 (SP F) | Nové Město na Moravě 18.01 (10 km F) | Nové Město na Moravě 19.01 (10 km C) | Oberstdorf 25.01 (2×7,5 km) | Oberstdorf 26.01 (SP C) | Falun 8.02 (SP C) | Falun 9.02 (10 km F) | Östersund 15.02 (10 km F) | Östersund 16.02 (10 km C) | Åre 18.02 (SP F) | Meraker 20.02 (34 km F) | Trondheim 22.02 (SP C) | Trondheim 23.02 (15 km C) | ST | Lahti 29.02 (10 km C) | Konnerud 4.03 (SP F) | Oslo 7.03 (30 km C) | punkty | punkty | punkty | punkty | punkty | punkty | punkty | punkty | punkty | punkty | punkty | punkty | punkty | punkty | punkty | punkty | punkty | punkty | punkty | punkty | punkty | punkty | punkty | punkty | punkty |
| - | -                    | -                   | -  | -                           | 64                 | 66                    | -                    | -                           | -                        | -                       | -                      | -                            | -                         | -                            | -   | -                   | -                                    | -                                    | -                           | -                       | -                 | -                    | -                         | -                         | -                | -                       | -                      | -                         | -  | -                     | -                    | -                   | 0      | 0      | 0      | 0      | 0      | 0      | 0      | 0      | 0      | 0      | 0      | 0      | 0      | 0      | 0      | 0      | 0      | 0      | 0      | 0      | 0      | 0      | 0      | 0      | 0      |
| Legenda |                      |                     |    |                             |                    |                       |                      |                             |                          |                         |                        |                              |                           |                              |     |                     |                                      |                                      |                             |                         |                   |                      |                           |                           |                  |                         |                        |                           |    |                       |                      |                     |        |        |        |        |        |        |        |        |        |        |        |        |        |        |        |        |        |        |        |        |        |        |        |        |        |
| 1 2 3 4-10 11-30 31-100 wyniki anulowane DNF - zawodnik nie ukończył biegu – - zawodnik nie wystartował TdS - Tour de Ski FPŚ - Finał Pucharu Świata RT - Ruka Triple LT - Lillehammer Tour |                      |                     |    |                             |                    |                       |                      |                             |                          |                         |                        |                              |                           |                              |     |                     |                                      |                                      |                             |                         |                   |                      |                           |                           |                  |                         |                        |                           |    |                       |                      |                     |        |        |        |        |        |        |        |        |        |        |        |        |        |        |        |        |        |        |        |        |        |        |        |        |        |

## Biathlon

### Mistrzostwa Europy
| Rok  | Miejscowość | Konkurencje | Konkurencje | Konkurencje | Konkurencje | Konkurencje | Konkurencje | Konkurencje |
| Rok  | Miejscowość | IN          | SP          | PU          | MS          | RL          | MR          | SR          |
| ---- | ----------- | ----------- | ----------- | ----------- | ----------- | ----------- | ----------- | ----------- |
| 2018 | Ridnaun     | nd.         | 103.        | nd.         | nd.         | nd.         | nd.         | –           |

#### Junior
| Rok  | Miejscowość | Konkurencje | Konkurencje | Konkurencje | Konkurencje | Konkurencje | Konkurencje | Konkurencje |
| Rok  | Miejscowość | IN          | SP          | PU          | MS          | RL          | MR          | SR          |
| ---- | ----------- | ----------- | ----------- | ----------- | ----------- | ----------- | ----------- | ----------- |
| 2013 | Bansko      | 51.         | 48.         | DNS         | nd.         | nd.         | –           | –           |
| 2015 | Raubiczy    | 62.         | 67.         | nd.         | nd.         | nd.         | nd.         | –           |

### Mistrzostwa świata juniorów

#### Junior młodszy
| Rok  | Miejscowość          | Konkurencje | Konkurencje | Konkurencje | Konkurencje | Konkurencje | Konkurencje | Konkurencje |
| Rok  | Miejscowość          | IN          | SP          | PU          | MS          | RL          | MR          | SR          |
| ---- | -------------------- | ----------- | ----------- | ----------- | ----------- | ----------- | ----------- | ----------- |
| 2013 | Obertilliach         | 84.         | 69.         | nd.         | nd.         | nd.         | nd.         | –           |
| 2014 | Nové Město na Moravě | nd.         | 60.         | DNS         | nd.         | nd.         | nd.         | –           |